# Horusgeleit
Das Horusgeleit (auch Diener des Horus, Fest der Fahrt durch das Land) symbolisierte zunächst den König als lebenden Horus, in dessen Gefolge andere altägyptische Gottheiten standen, und ist in der altägyptischen Mythologie bereits in der Thinitenzeit belegt. Zu dieser Zeit galt Horus als allumfassender Himmelsgott und zeigt  Verbindungen zur Göttin Mafdet, die als Trägerin des Himmelspantherfells Charaktereigenschaften des erst später eingeführten Osiris innehatte.
Mit der in der 3. Dynastie eingeführten Verehrung des Sonnengottes Re vollzog sich in der Folgezeit ein Bedeutungswandel, da der König nun die personifizierte Sonnengottheit als erstgeborener Sohn des Re darstellte. Mit der späteren Errichtung von Gerichtshöfen in Memphis endeten die Festzüge des Horusgeleits und damit verbunden die Viehzählung und Rechtsprechung.

## Königskult
In den Darstellungen des Königspapyrus Turin sind auch die frühen Könige aufgeführt, die bezüglich der Horusnamen ausdrücklich als  „Diener des Horus“ oder „Nachfolger des Horus“ bezeichnet sind. Die kalendarischen Einträge auf dem Palermostein betiteln die Viehzählung im Rahmen der Steuerabgaben als feierliche Prozession des „Horusgeleits“.

### Viererstandarte
Auf der Narmer-Palette trägt der König während einer Prozession die rote Krone von Unterägypten, gefolgt von einem Sandalenträger, dessen Titel mit dem Ideogramm der Göttin Seschat versehen ist. Dem König vorausschreitend ist ein Pantherfellträger mit der Bezeichnung Tjet zu erkennen; davor vier kleinere Personen als Standartenträger des Königs an der Spitze des Zuges. Jene vier Standarten zeigen die klassische Viererstandarte, die üblicherweise die göttlichen Charaktereigenschaften des Königs symbolisieren.
Der Falke zeigt den König als göttlichen Herrscher, der Ibis als Erscheinung der nächtlichen Mondgottheit Thot. Falke und Ibis traten so als Repräsentanten der zwei Tageszeiten Tag und Nacht auf: Der Tag als „Aktivität“, „Eroberung“, „Expansion“ sowie „Himmelsgott“, die Nacht als „Zeugung“, „Zauber“, „Lichtland des Jenseits“ und „Vollzieher des Zyklus“.
Der Schakal oder Wolf stand als Zeichen für die Gottheit Upuaut, das den König als Erstgeborenen und in doppelter Funktion als begleitenden „Wegöffner“ auswies: Einerseits als „Wegöffner“ des Jenseits für die Verstorbenen und andererseits als „Wegöffner“ der Neugeborenen im Geburtskanal. Das Chons-Symbol vereinte schließlich den Zyklus des Sterbens und der Wiedergeburt. In der Ägyptologie wird zumeist die Viererstandarte als „Horusgeleit“ bezeichnet, obwohl bei anderen Anlässen auch die „offene Standarte“ als „Horusgeleit“ fungierte.

### Offene Standarte
Die offene Standarte war immer dann in ikonografischen Darstellungen zu sehen, wenn der König als „lebender Horus“ die Tätigkeiten als „Bezwinger der Feinde“, „Herr der Welt“ und „Eroberer“ ausübte. Die Bezeichnung „offene Standarte“ leitet sich von der Austauschbarkeit der abgebildeten Gottheiten ab und fand in wechselnden Zeremonien Verwendung.
Seth konnte vor seiner zwischenzeitlichen Verfemung deshalb bei kriegerischen Auseinandersetzungen ebenso berücksichtigt werden wie auch Min im Zusammenhang der Erneuerungsfeste des Königs, beispielsweise das Min-Fest und das Sed-Fest. Zur offenen Standarte und damit zum „Horusgeleit“ gehörten auch weibliche Gottheiten wie Hathor, Isis, Mafdet und Sachmet. In der späteren ägyptischen Mythologie gilt Taweret als „Gemahlin des Seth“, die erst nach ihrer Abkehr von Seth in das „Horusgeleit“ aufgenommen wurde.

## Festkult

### Das Fest „Fahrt durch das Land“
Ursprünglich zog der König alle zwei Jahre durch das Land, um Recht zu sprechen und Geschenke für herausragende Leistungen der Bevölkerung zu verteilen. Einher gingen diese Aktivitäten mit dem Fest „Fahrt durch das Land“. Dorfvorsteher und Kleinfürsten waren in der Frühzeit für die Versorgung des Königs zuständig. Die Standarten zogen dazu in Begleitung von Heeresabteilungen mit dem König durch das Land. In diesem Zusammenhang galt auch die Heerestruppe als Horusgeleit. Das zugehörige Königsmotiv der „Bestrafung der Bösen und Belohnung der Anhänger“ hielt sich in verschiedenen Abwandlungen bis in die Spätzeit.
In Grabmalereien war in Verbindung der Zeremonien durchgängig dazu ein Schiff abgebildet. Diese Darstellungsform ist in archäologischen Funden während der Negade-II-Epoche für ganz Ägypten vorzufinden. Zunächst diente das Schiff hauptsächlich als „Behältnis der Geschenke und Gaben“. Zu diesem Zweck repräsentierte das Königsschiff „Horus, der Königsfalke“ als Gottessymbol den König selbst. Die Geschenkgefäße beinhalteten wahrscheinlich Salben und Salböle, die die Treuen des Landes als göttliche Geschenke erhielten. Auch in späterer Zeit besaßen Salben und Öle weiterhin eine große Bedeutung als heilige Gaben. Opferschenkungen der Bevölkerung konnten im Gegenzug in dem sich leerenden Schiff verstaut wurden.
Der König fuhr mit dem Schiff, auf dem das Horusgeleit in Form von Götterstatuen in kleinen Schreinen stand, mehrere Haltepunkte am Nilufer an. Während das Volk am Ufer des Nils feierte, waltete der König als göttlicher Richter seines Amtes. Als Zeichen der Gerichtsbarkeit war ein Richtpfahl im Vorderschiff mit dem aufgepflanzten Hinrichtungsgerät „Schemsi“ angebracht, welches der König nach Einführung des Re-Kultes durch den „Pfahl des Weltherrschers Re“ ersetzte. Beispielsweise besaß das vierzig Meter lange Königsschiff des Cheops eine Goldummantelung und diente als „großes Haus der Rechtsprechung“.

### Vom Horusgeleit zur Steuererhebung
Standen am Anfang nur die Zählungen des Gold- und Landwirtschaftertrages im Mittelpunkt, kam später die Viehzählung hinzu. Diese Tätigkeiten waren nach Eintreffen der Nilschwemme an die Aufgaben der königlichen Rechtsprechung gebunden. Im Rahmen dieser Aktivitäten überbrachten die Beamten des Königs die Abgaben der Bevölkerung. Die Höhe der Abgabe richtete sich nach dem jeweiligen Viehbestand und der zu bewirtschaftenden Ackerfläche.
Das Horusgeleit ist seit der 1. Dynastie auf dem Palermostein nachgewiesen. In der zweiten Hälfte der 1. Dynastie endeten zunächst die Erwähnungen des Horusgeleits. Möglicherweise trat das Horusgeleit aufgrund besonderer Ereignisse vorübergehend in den Hintergrund oder fand keine ausdrückliche Erwähnung mehr. Die genauen Gründe konnten bis heute nicht rekonstruiert werden. Mit Beginn der 2. Dynastie tauchen jedoch die belegten Prozessionen des Horusgeleits wieder auf, die nun ergänzend mit dem Anhang „x-tes Mal der Zählung (Tenut)“ versehen waren. Daraus entwickelte sich eine Abgabe, die unabhängig vom Erscheinen des Königs zu entrichten war.

## Das Horusgeleit im Totenkult

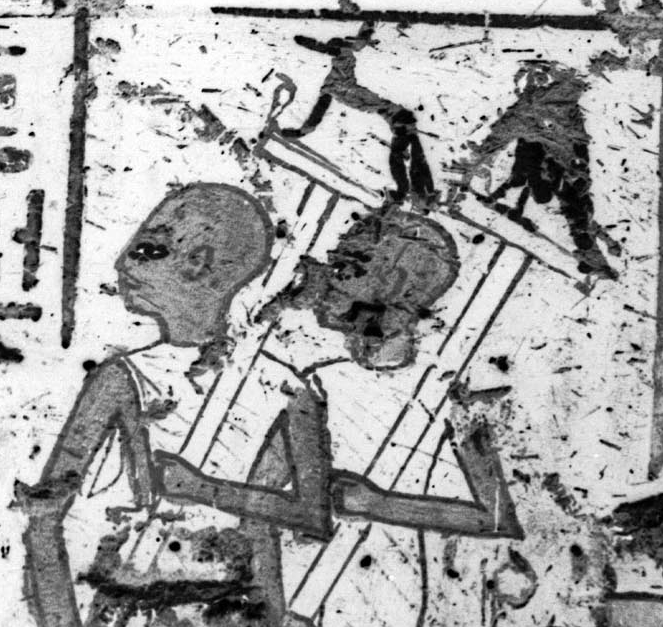
Horusgeleit als Grabmalerei

Nach dem Tod des Königs wird dessen Leiche in Begleitung des Horusgeleits in einer Totenprozession zu seiner Grabstätte gebracht. Die Standarte des Upuaut oder Iunmutef befand sich dabei an der Spitze des Geleitzuges. Upuaut ist, wie später Anubis, ein Totengott, der als „Öffner der Wege“ die Ba-Seelen auf ihrem Weg in das „heilige Land“ begleitete. Daher führten Upuaut und Anubis den Beinamen „Herr des heiligen Landes“.
Im späteren Re-Kult rezitierten die Vorlesepriester während der Mundöffnungszeremonie und Vorbereitung für den „letzten Auszug des Gerechtfertigten“ als König der Lebenden: „Du ziehst aus und erblickst Re über den Himmelspfosten, den Trägern des Himmels, über dem Kopf des Iunmutef, über der Schulter des Upuaut“. In einem Grabtext ist beispielsweise in diesem Zusammenhang die Abtrennung des Ka vom Ba beschrieben: „Mögest du dich vom Ka lösen, an dem Ort, an dem er (Re) weilt inmitten der ersten Djadjat; mögest du dich mit dem Horusgeleit anfreunden.“ Iunmutef, Anubis oder Upuaut fungierten in diesen Zeremonien abwechselnd als „Erste des Horusgeleits“.
Gleichzeitig wird mit der „Zugrichtung des Horusgeleits“ klar, dass sich die Eingangstore der Jenseitswelt nicht unter der Erde, sondern in den Himmelsregionen im Bereich der Mesqet befanden.